# Fey (cantante)
Fey, pseudonimo di María Fernanda Blázquez Gil (Città del Messico, 21 luglio 1973), è una cantante messicana.

## Discografia
- 1995 - Fey
- 1996 - Tierna la noche
- 1998 - El color de los sueños
- 2002 - Vértigo / Vertigo
- 2004 - La fuerza del destino
- 2006 - Faltan lunas
- 2009 - Dulce tentación/Sweet Temptation
- 2012 - Fey: Primera fila
- 2014 - Todo lo que soy-En vivo